# Tiencsin Nyugati pályaudvar
A Tiencsin pályaudvar (egyszerűsített kínai írással: 天津西站; pinjin: Tiānjīnxī zhàn) egy vasútállomás Tiencsin városban, Észak-Kínában. Az eredeti állomásépületet 1910-ben nyitották meg, majd az ezredfordulón jelentős átalakításon esett át. Az újjáépített állomást 2011-ben adták át a forgalomnak.

## Megközelítése
Az állomást érinti a tiencsini metró egyes és hatos vonala. A metróállomás 2006. június 12-én nyílt meg.

## Vasútvonalak
Az állomást az alábbi vasútvonalak érintik:
- Peking–Sanghaj-vasútvonal
- Tiencsin-Paotou-vasútvonal
- Tiencsin-Csinhuangtao nagysebességű vasútvonal

## Kapcsolódó állomások
A vasútállomáshoz az alábbi állomások vannak a legközelebb:
- Nancang állomás (Peking Főpályaudvar, Peking–Sanghaj-vasútvonal)
- Caozhuang Railway Station (Sanghaj pályaudvar, Peking–Sanghaj-vasútvonal)
- Tianjin North railway station (Tiencsin pályaudvar, nem ismert)
- Shengfang Railway Station (Baoding railway station, Baoding East railway station, Tiencsin-Paotou-vasútvonal)
- Tiencsin pályaudvar (Qinhuangdao railway station, Tiencsin-Csinhuangtao nagysebességű vasútvonal)
- Tianjin South railway station (Sanghaj Hungcsiao pályaudvar, nem ismert)
- Wuqing railway station (Peking Déli pályaudvar, nem ismert)
- Langfang railway station (Peking Déli pályaudvar, nem ismert)